# Cocomelon
Cocomelon (Eigenschreibweise CoComelon, ehemals bekannt als Checkgate und ABC Kid TV) ist ein US-amerikanischer YouTube-Kanal, der 3D-Animationen zu Kinderreimen als Videos hochlädt. Er ist mit 188 Millionen Abonnenten der drittmeistabonnierte Kanal auf der Plattform. 

## Geschichte
Cocomelon wurde am 1. September 2006 von Jay Jeon gegründet, damals noch unter dem Namen Checkgate. Die ersten Videos waren hauptsächlich Vorschulbildung und weitere Lernvideos. 2013 wurde der Kanal in ABC Kid TV umbenannt. Auch begann der Kanal, animierte Kinderreime und Songs anstatt Lerninhalte hochzuladen. Im Sommer 2018 wurde der Kanal in Cocomelon bzw. CoComelon umbenannt.
Im April 2019 wurden Cocomelonʼs jährliche Werbeeinnahmen auf 120 Millionen Dollar geschätzt. Im Juli 2020 wurde Cocomelon an Moonbug Entertainment verkauft.
Auch 2020 wurden verschiedene Sprachversionen von Cocomelon hinzugefügt. Inzwischen ist Cocomelon in folgenden Sprachen verfügbar: Englisch, Spanisch, Portugiesisch, Deutsch, Arabisch und Mandarin.
Bekanntheit unter Jugendlichen und Erwachsenen erlangte Cocomelon im Jahr 2021, als der YouTuber PewDiePie einen Disstrack gegen den Kanal veröffentlichte, weil Cocomelon kurz davor war, PewDiePie in Abonnenten zu überholen. Der Disstrack wurde inzwischen von YouTube entfernt. Bis Juni 2023 war Cocomelon der meistabonnierte US-amerikanische YouTube-Kanal, bis MrBeast ihn überholte.
Im April 2023 wurde ein Film zu Cocomelon angekündigt, der von DreamWorks Animation produziert wird.

## Kritik
Cocomelon wurde bereits mehrfach vorgeworfen, Kinder nach ihrem Inhalt süchtig zu machen. Auch wurde die mangelnde Transparenz zu den Animatoren der Videos kritisiert.

## Auszeichnungen für Musikverkäufe
- 2024: für das Lied Wheels on the Bus (UK: Gold)
- 2024: für das Album Cocomelon Essentials (UK: Silber)
- 2025: für das Lied Baa Baa Black Sheep (UK: Silber)